# Barnard (Vermont)
Barnard es un pueblo ubicado en el condado de Windsor en el estado estadounidense de Vermont. En el año 2010 tenía una población de 947 habitantes y una densidad poblacional de 7 personas por km².

## Geografía
Barnard se encuentra ubicado en las coordenadas 43°44′9″N 72°36′9″O / 43.73583, -72.60250.

## Demografía
Según la Oficina del Censo en 2000 los ingresos medios por hogar en la localidad eran de $45,787 y los ingresos medios por familia eran $48,125. Los hombres tenían unos ingresos medios de $29,485 frente a los $25,385 para las mujeres. La renta per cápita para la localidad era de $25,354. Alrededor del 6.3% de la población estaban por debajo del umbral de pobreza.